# Bike24
Bike24 (Eigenschreibweise BIKE24) ist ein börsennotiertes Online-Handelsunternehmen für Fahrräder, Fahrradteile, Zubehör, Outdoorsportbekleidung und -bedarf.
Muttergesellschaft ist die Bike24 Holding AG mit Sitz in Dresden. Der Vorstand besteht aus Andrés Martin-Birner (CEO) und Timm Armbrust (CFO), Vorsitzender des Aufsichtsrats ist Ralf Kindermann (ehemaliger Geschäftsführer von Internetstores, davor bei Recaro Child Safety). Das Grundkapital beträgt 37,5 Millionen Euro.
Bike24 beschäftigt rund 450 Mitarbeiter, führt 77.000 Artikel und mehr als 800 Marken im Sortiment. Im Jahr 2020 wurde ein Umsatz von 199,2 Millionen Euro erzielt, davon 69 % im deutschsprachigen Raum, 23 % in anderen Ländern Europas und 8 % im Rest der Welt. Der bereinigte operative Gewinn vor Zinsen, Steuern, Abschreibungen und Amortisation (EBITDA) belief sich auf 26,7 Millionen Euro.

## Geschichte
Bike24 wurde im Jahr 2002 von dem Radrennsportler Andrés Martin-Birner, Lars Witt und Falk Herrmann in Dresden gegründet. 2015 stieg ein Fonds des US-amerikanischen Investmentunternehmens Riverside Partners LLC als Mehrheitseigentümer ein. 2017 veräußerte Riverside seinen Anteil an den britischen Online-Sportartikelhändler Wiggle. Schon 2019 verkaufte Wiggle jedoch Bike24 wieder zurück an den Vorbesitzer. Zu den weiteren Investoren neben den Gründern und dem Management gehören Union Investment und Global Founders Capital, der Investmentarm von Rocket Internet.
Zur Finanzierung der weiteren Expansion in Südeuropa ging Bike24 im Jahr 2021 an die Börse, was Riverside zu einem Teilausstieg nutzte und seine Beteiligung auf 35 % halbierte. Der Ausgabepreis für die Aktie lag mit 15 Euro am unteren Ende der Preisspanne von 15 bis 19 Euro je Aktie. Die neuen Aktien wurden im Rahmen einer Privatplatzierung angeboten, bei denen Kleinanleger zunächst ausgeschlossen waren. Vom Gesamt-Bruttoerlös in Höhe von 322 Millionen Euro erhielt Bike24 mit 100 Millionen Euro weniger als ein Drittel. Die anfängliche Marktkapitalisierung lag bei 662 Millionen Euro. Der erste Handelstag an der Börse Frankfurt im Prime Standard war der 25. Juni 2021 (Handelskürzel: BIKE).
Ursprünglich verkaufte Bike24 hauptsächlich Artikel für Radsportler. Heute machen Fahrräder, Fahrradteile-Zubehör und Sportbekleidung (auch für Laufsport, Schwimmen und Triathlon) rund 90 Prozent des Umsatzes aus. Der Schwerpunkt liegt hierbei auf dem Premiumsegment. Bike24 ist einer der Hauptsponsoren des Erzgebirgs-Bike-Marathons.

## Expansion
Um den südeuropäischen Markt (Spanien, Italien und Frankreich) besser bedienen zu können, hat Bike24 die spanische Tochtergesellschaft Bike 24 Support ES.S.L mit Sitz in Barcelona gegründet. Dort entsteht auch ein Logistikzentrum für diesen Markt. Weitere Markteintritte in den Ländern Niederlande, Belgien und Luxemburg, wo lokalisierte Bike24-Onlineshops an den Start gehen sollen, wurden 2021 vorbereitet.
Anfang 2023 wurde das Logistikzentrum in Barcelona eröffnet.

## Marktentwicklung
Im Laufe des zweiten Halbjahres 2021 stiegen die Preise für Energie und andere Produkte. Ein Grund war der sich abzeichnende Beginn des russischen Überfalls auf die Ukraine, der am 24. Februar 2022 eintrat. Westliche Notenbanken erhöhten die Zinsen, um einer anziehenden Inflation entgegenzuwirken; die Konjunkturaussichten trübten sich ein. Gleichzeitig ließen die Lieferkettenprobleme nach, die sich durch den Stau vieler Containerschiffe auf den Weltmeeren ergeben hatte. Die Nachfrage nach neuen Fahrrädern ließ stark nach. Der Bike24-Aktienkurs, der im September 2021 auf bis zu 27 Euro gestiegen war, fiel im Juni 2022 unter 5 Euro. Bike24 machte 2022 einen Umsatz von 262 Millionen Euro.